# GoldenCat
A GoldenCat (Open Internacional GoldenCat d'hoquei Patins) é uma competição internacional de hockey em patins de carácter amistoso organizada pela FCP (Federació Catalana de Patinatge) desde 2022, como sucessora da Golden Cup que se disputava desde 2004. Conta com o reconhecimento da World Skate.

## Participantes
- Catalunhaː 13 participações masculino - 10 participações feminino.
- Françaː 12 participações masculino - 6 participações feminino.
- Itáliaː 10 participações masculino - 3 participações feminino.
- Suiça̠ː 5 participações masculino - 1 participação feminino.
- Alemanhaː 3 participações masculino - 4 participações feminino.
- Angolaː 3 participações masculino.
- Chileː 2 participações masculino - 4 participações feminino.
- Argentinaː 2 participações masculino - 1 participação feminino.
- Portugalː 3 participações masculino - 4 participações feminino.
- Brasilː 1 participação masculino.
- Colombiaː 1 participação masculino.
- Estados Unidosː 1 participação masculino.
- Austriaː 1 participação masculino.
- Inglaterraː 1 participação feminino.

- Combinados internacionaisː 4 participações masculino.
- Clubes organizadoresː 9 participações masculino - 1 participação feminino.
- Seleções categorias inferioresː 1 participação feminino.

## Histórico

### Categoria Masculina
| Año  | Nombre                | Sede                     | Part. | Ganador   | Segundo   | Tercero   | Cuarto    |
| ---- | --------------------- | ------------------------ | ----- | --------- | --------- | --------- | --------- |
| 2004 | Golden Cup            | Blanes                   | 6     | Catalunha | Blanes HC | Italia    | França    |
| 2005 | Grup Tarradellas Cup  | Blanes                   | 6     | Catalunha | Blanes HC | Argentina | Combinado |
| 2006 | Grup Tarradellas Cup  | Blanes                   | 6     | Blanes HC | Italia    | Catalunha | Suiça     |
| 2007 | Grup Tarradellas Cup  | Blanes                   | 8     | Blanes HC | Combinado | Catalunha | França    |
| 2008 | Blanes Golden Cup     | Blanes                   | 6     | Catalunha | Blanes HC | Itália    | França    |
| 2009 | Blanes Golden Cup     | Blanes                   | 6     | Catalunha | Itália    | Blanes HC | França    |
| 2010 | Blanes Golden Cup     | Blanes                   | 6     | Catalunha | Blanes HC | Combinado | Argentina |
| 2011 | Blanes Golden Cup     | Blanes                   | 6     | Catalunha | Combinado | Angola    | Blanes HC |
| 2014 | Copa del Tricentenari | San Sadurní de Noya      | 4     | Catalunha | França    | CE Noia   | Suiça     |
| 2022 | GoldenCat             | Olot                     | 4     | Catalunha | França    | Itália    | Alemanha  |
| 2023 | GoldenCat             | San Hipólito de Voltregá | 5     | Portugal  | Itália    | Catalunha | França    |
| 2024 | GoldenCat             | Cerdañola del Vallés     | 4     | Portugal  | Catalunha | França    | Itália    |
| 2025 | GoldenCat             | Cerdañola del Vallés     | 4     |           |           |           |           |

### Categoria Feminina
| Año  | Nombre               | Sede                     | Part. | Ganador   | Segundo          | Tercero   | Cuarto     |
| ---- | -------------------- | ------------------------ | ----- | --------- | ---------------- | --------- | ---------- |
| 1994 | Torneo José Soteras  | Barcelona                | 3     | Catalunha | Portugal         | Alemanha  | ---        |
| 2006 | Grup Tarradellas Cup | Blanes                   | 4     | Catalunha | Alemanha         | Chile     | Inglaterra |
| 2007 | Grup Tarradellas Cup | Blanes                   | 4     | Catalunha | França           | Chile     | Itália     |
| 2009 | Blanes Golden Cup    | Blanes                   | 4     | Catalunha | França           | Alemanha  | Blanes HC  |
| 2010 | Blanes Golden Cup    | Blanes                   | 5     | Chile     | França           | Catalunha | Alemanha   |
| 2012 | Open Fecapa          | San Hipólito de Voltregá | 3     | Catalunha | Catalunha sub-19 | Chile     | ---        |
| 2022 | GoldenCat            | Olot                     | 5     | Catalunha | Itália           | Suiça     | Alemanha   |
| 2023 | GoldenCat            | San Hipólito de Voltregá | 4     | Portugal  | Catalunha        | Itália    | França     |
| 2024 | GoldenCat            | Cerdañola del Vallés     | 5     | Catalunha | Portugal         | Chile     | Itália     |
| 2025 | GoldenCat            | Cerdañola del Vallés     | 4     |           |                  |           |            |